# Env3D
Env3D é um motor de jogo tridimensional de código aberto baseado em Java. Ele é construído sobre o jMonkey Engine 3.0 - com uma versão estável disponível rodando a versão 2.0 para sistemas com hardware gráfico antigo.